# The House of the Dead 2 & 3 Return
The House of the Dead 2 & 3 Return é uma compilação e relançamento dos jogos The House of the Dead 2 e III para o Wii. O jogo é compatível com o períferico Wii Zapper. O jogo tem múltiplas reviews.
The House of the Dead 3 inclui um novo modo desbloqueavel "extreme", com inimigos mais dificeis e menos número de armas. Em adicional, as armas podem ser usadas como defesa para que os inimigos sejam jogados para longe.

## Ligações Externas
- Site Oficial (em inglês)
- Ficha do jogo no WiiClube
- Ficha do jogo no GameStart